# Hattpartiet
L' Hattpartiet (letteralmente: "partito dei cappelli" o più semplicemente I Cappelli) fu un partito politico svedese di centro-destra. Il suo nome deriva dal cappello a tricorno indossato da ufficiali e gentiluomini all'epoca della sua fondazione. Si opponevano al Mösspartiet. I Cappelli, che ressero la politica svedese dal 1738 al 1765, invocarono più volte un'alleanza con la Francia in politica estera, in particolare assoggettandosi poi all'Impero russo. Durante il loro periodo di governo, coinvolsero la Svezia in due guerre costose e disastrose, la Guerra russo-svedese (1741-1743) e la guerra dei sette anni poco dopo.

## Politica
Il conte Arvid Horn, leader del Mösspartiet, aveva governato la Svezia dal 1719. A seguito della sconfitta svedese nella grande guerra del Nord, questi aveva ribaltato la tradizionale politica svedese di mantenere la Francia lontana dai propri confini, avvicinandosi alla Gran Bretagna e non impegnandosi per riconquistare le aree perdute dalla Svezia nel Baltico. Quanti si opponevano alla sua politica pacifista vennero chiamati scherzosamente "cappucci da notte" e l'epiteto venne preso a modello per la nascita di un nuovo partito nel 1738. I Cappelli riuscirono a far cadere il governo e Horn venne costretto a ritirarsi a vita privata dopo 33 anni consecutivi di esperienza politica. Ora al potere, i Cappelli cercarono di restaurare l'antica posizione della Svezia come grande potenza e cercarono di rinnovare la tradizionale alleanza con la Francia. La Francia accolse positivamente l'iniziativa del nuovo governo svedese per espandere i propri interessi nell'Europa settentrionale e la corte di Versailles finanziò generosamente l'Hattpartiet per le successive due generazioni di politici.
I primi segni di debolezza del governo del Hattpartiet si manifestarono dopo la guerra con la Russia, che si concluse con la sconfitta della Svezia. Nel Riksdag, venne presentata la richiesta di una commissione d'indagine sulla condotta della guerra. L'Hattpartiet tentò di aggirare l'ostacolo anteponendo la questione della successione. Re Federico I, infatti, non aveva eredi legittimi e spettava quindi al Riksdag eleggere il suo successore. Vennero aperti dei negoziati con la zarina Elisabetta di Russia che si accordò per restituire alla Svezia gran parte della Finlandia se lo zio dell'erede al trono russo, Adolfo Federico di Holstein, fosse stato prescelto quale successore alla corona svedese. I Hattpartiet colsero l'occasione per recuperare il granducato di Finlandia ed il prestigio perduto ed abbracciarono quest'idea. Con la pace di Åbo del 7 maggio 1743, i termini imposti dalla zarina vennero accettati e la Russia mantenne per sé come da accordi solo la cosiddetta Vecchia Finlandia, al di là del fiume Kymi.
Negli anni '50 del Settecento, l'Hattpartiet vide il collasso della propria politica estera. Su istigazione della Francia entrò nella guerra dei sette anni nel teatro della Pomerania ed il risultato fu pessimo. I francesi non solo non fornirono finanziamenti sufficienti per una guerra così lunghi ma, dopo anni di combattimenti, l'Hattpartiet premette per la pace, ritirandosi da una guerra che era costata al paese 40.000 vittime. Quando il Riksdag si riunì nel 1760, l'indignazione contro i capi dell'Hattpartiet fu così violenta che il loro coinvolgimento penale appariva inevitabile; ancora una volta, ad ogni modo, la superiorità della loro tattica parlamentare ebbe la meglio e, dopo venti mesi di riunioni, il Riksdag concluse che entrambe le parti erano ormai esauste dalla guerra ed il governo guidato dall'Hattpartiet proseguì per altri quattro anni. Quando gli Stati Generali si riunirono ad ogni modo nel 1765 l'Hattpartiet venne privato del proprio potere. Il capo del Mösspartiet, Ture Rudbeck, venne eletto maresciallo della Dieta al posto di Frederick Axel von Fersen, candidato dell Hattpartiet, a larga maggioranza.
L'Hattpartiet tornò brevemente al potere nel Riksdag del 1769, ma venne ancora una volta sconfitto poco dopo dal Mösspartiet. Re Gustavo III di Svezia portò a compimento un colpo di stato nel 1772 e reinstallò la monarchia assoluta in Svezia, abolendo poi i partiti politici e di conseguenza sia il Mösspartiet che l'Hattpartiet scomparvero.

## Rappresentanti
I rappresentanti di maggioranza dell'Hattpartiet furono:
- Carl Gustaf Tessin (1738–1739)
- Henning Gyllenborg (1751–1752)
- Axel von Fersen il Vecchio (1755–1756, 1760–1762, 1769–1770)